# Gin Gordon’s
Gordon's est une marque de gin sec britannique, originaire de Londres, produite pour la première fois en 1769. Les principaux marchés de Gordon's sont le Royaume-Uni, les États-Unis et la Grèce Il appartient à la société britannique de spiritueux Diageo. C'est le London dry gin le plus vendu au monde et est le gin numéro un du Royaume-Uni depuis la fin du XIXe siècle. Une version à 40 % d'alcool par volume pour le marché nord-américain est distillée au Canada.

## Histoire

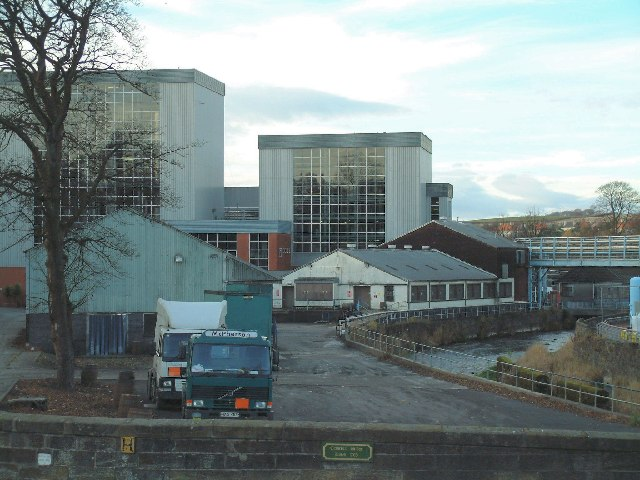
Distillerie Cameron Bridge, en Écosse, où le Gordon's est produit.

Gordon's London Dry Gin est développé par Alexander Gordon, un Londonien d'origine écossaise. Il ouvrit une distillerie dans la région de Southwark en 1769, déménageant en 1786 à Clerkenwell. Le Special London Dry Gin qu'il a développé fait ses preuves et sa recette reste inchangée[Pas dans la source]. Populaire auprès de la Royal Navy, les bouteilles du produit sont  distribuées dans le monde entier.
En 1898, Gordon & Co. fusionne avec Charles Tanqueray & Co. pour former Tanqueray Gordon & Co. Toute la production a été transférée sur le site de Gordon's Goswell Road. En 1899, Charles Gordon meurt, mettant fin à l'association familiale avec l'entreprise.
En 1904, la bouteille verte à face carrée distinctive pour le marché intérieur a été introduite. En 1906, le Gordon's Sloe Gin entre en production. La première preuve dans les livres de recettes de la production de Gordon's Special Old Tom remonte à 1921. En 1922, la Tanqueray Gordon & Co. est acquise par la Distillers Company. En 1924, Gordon's a commencé la production d'une gamme de cocktails Shaker « prêts à servir », chacun dans une bouteille de shaker individuelle. En 1925, Gordon's a reçu son premier mandat royal par le roi George V. En 1929, Gordon's sort un gin orange et une version au citron en 1931. En 1934, Gordon's ouvre sa première distillerie aux États-Unis, à Linden, dans le New Jersey.
En 1962, il était le gin le plus vendu au monde. En 1984, la production britannique a été transférée à Laindon dans l'Essex. En 1998, la production a été déplacée à Fife en Écosse, où elle se trouve toujours aujourd'hui.
L'étiquette et le dessus de la bouteille du gin Gordon's portent une représentation d'un sanglier. Selon la légende, un membre du clan Gordon a sauvé le roi d'Écosse d'un sanglier alors qu'il chassait. Dès les années 1940, l'étiquette porte alors le slogan « Le cœur d'un bon cocktail »,.

## Produits

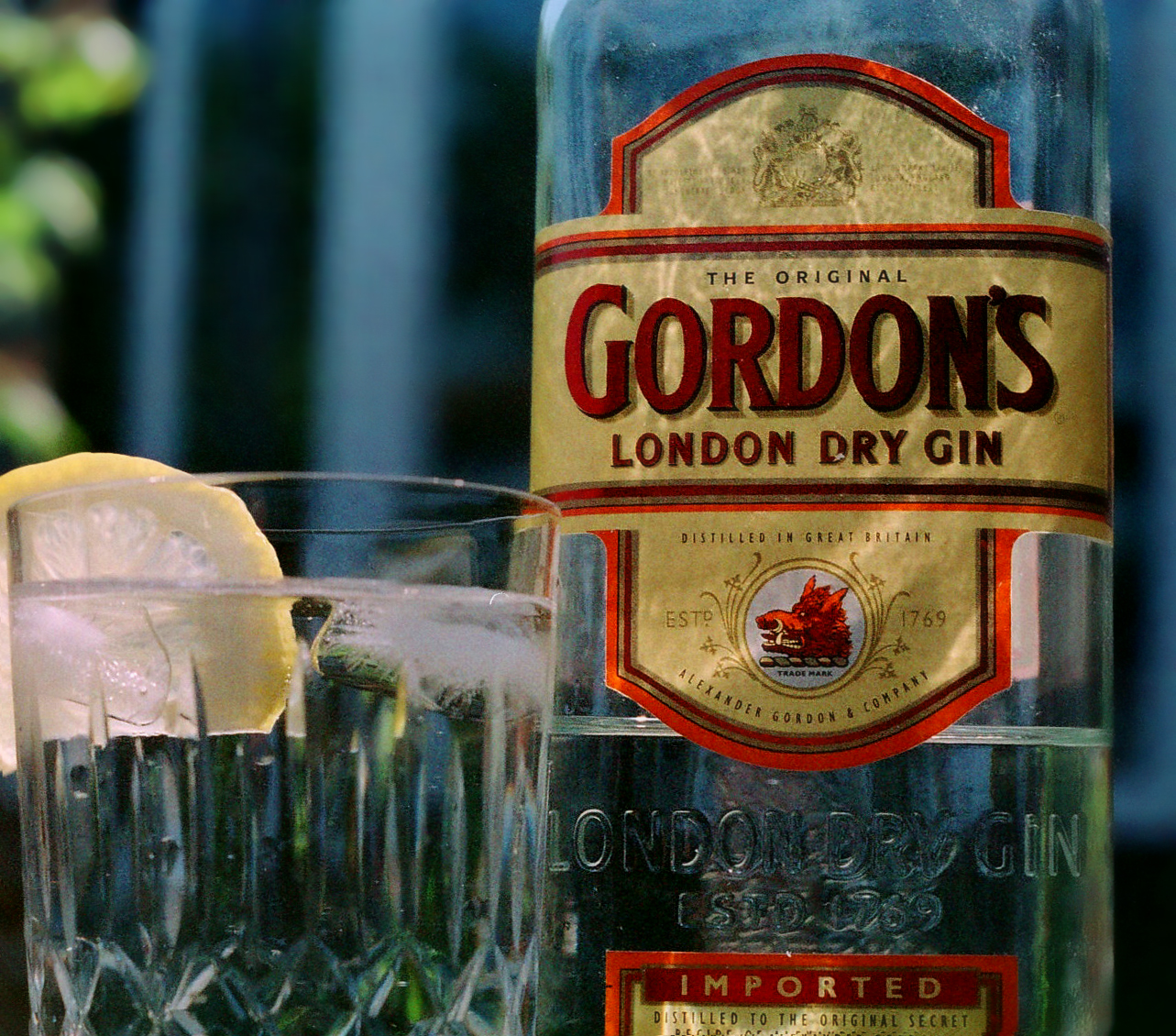
Bouteille d'exportation de Gordon's London Dry Gin.

Selon son fabricant, le gin Gordon's est distillé trois fois et est aromatisé avec des baies de genévrier, des graines de coriandre, de la racine d'angelica, de la réglisse, de la racine d'iris, de l'orange et du zeste de citron. la recette exacte est secrète depuis 1769. La recette différait des autres à l'époque en ne nécessitant pas d'ajout de sucre; cela en fait un gin « sec ». Au Royaume-Uni, Gordon's est vendu dans une bouteille en verre vert, mais sur les marchés d'exportation, il vend dans une bouteille transparente. Certaines boutiques duty-free d'aéroport le vendent aussi en bouteilles plastiques au format 75 cl.
Gordon's se vend en plusieurs dosages différents selon le marché. Aux États-Unis, le degré est de 40 % en volume alcool. Jusqu'en 1992, le degré d'alcool par volume au Royaume-Uni était de 40 %, mais il a été réduit à 37,5 % pour aligner le gin Gordon's sur d'autres alcools blancs tels que le rhum blanc et la vodka, et pour économiser au fabricant le coût des droits d'accise, qui sont calculés en fonction du taux dalcool. D'autres marques de gin populaires au Royaume-Uni, telles que Beefeater Gin et Bombay Sapphire, sont toutes deux à 40 % d'alcool par volume au Royaume-Uni. En Europe continentale et dans certains magasins duty-free, une version à 47,3 % d'alcool par volume (Traveller's Edition) est disponible. En Nouvelle-Zélande et en Australie, à partir de 2011, Gordon's est vendu à 37 % d'alcool par volume, tandis qu'au Canada, il est de 40 % et en Afrique du Sud, il est de 43 %. En plus de la gamme principale de produits, Gordon's produit du sloe gin, de la vodka (aux États-Unis et au Venezuela uniquement), deux variantes d'alcopop, Space et Spark ; trois variantes de liqueur de vodka, Cranberry, Parchita et Limon (Venezuela uniquement) et un gin tonic prémélangé en conserve ainsi qu'un Gordon's and Grapefruit en conserve (500 ml - en Russie uniquement).
Le 11 février 2013, Gordon's annonce la sortie du Gordon's Crisp Cucumber, mélangeant le gin original avec une saveur de concombre. Début 2014, Gordon's Elderflower a été ajouté à leur collection de gins « aromatisés », avec un arôme naturel de fleur de sureau ajouté à la recette originale. En août 2017, Gordon's a commencé à vendre Gordons Pink, un gin de couleur rose aromatisé à plusieurs types de fruits rouges.
En février 2020, Gordon's lance deux nouvelles saveurs au citron et à la pêche. En avril 2020, le lancement d'un gin aromatisé à l'orange est annoncé par Gordon's.

### Produits abandonnés

#### Gins
- Gordon's special Old Tom Gin (1921–1987)[5]
- Gin orange (1929–1988, 2020–)[5]
- Gin au citron (1931–1988, 2020–)[5]
- Gin à la menthe verte (États-Unis uniquement)
- Gordon's Distiller's Cut - Une version "de luxe" du gin, sortie en 2004, avec des arômes supplémentaires de citronnelle et de gingembre.

#### Cocktails shakers
Une gamme de prémix :
- (1924–1967) Fifty-Fifty, Martini, Dry Martini, Perfect, Piccadilly, followed by Manhattan, San Martin, Dry San Martin and Bronx[5].
- (1930–1967) Rose, Paradise and Gimlet 1930-1967[5].
- (1924–1990) Martini sec / extra sec [5]

#### Autres produits
- Finest Old Jamaica Rum
- Orange Bitters (à base d'oranges de Séville)

## Dans la culture populaire

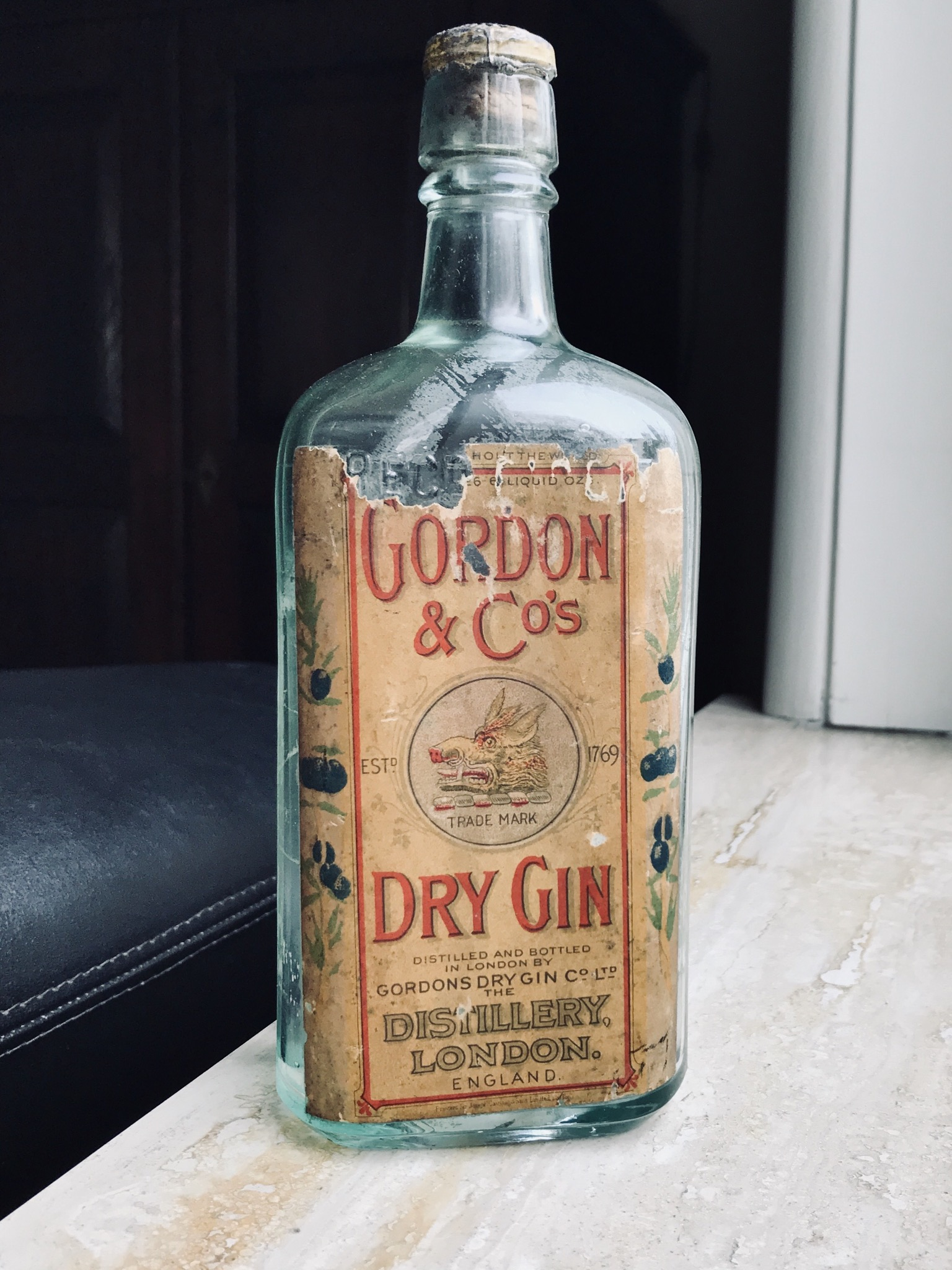
Bouteille similaire à celle vue à bord du RMS Titanic.

Selon un témoignage oculaire de Jack Thayer, cité dans La Nuit du Titanic de Walter Lord, un passager du RMS Titanic aurait vidé une bouteille de Gordon's Gin et aurait survécu au naufrage le 15 avril 1912.
Le gin Gordon's est expressément mentionné dans la recette du cocktail Vesper donnée par James Bond dans le roman Casino Royale de Ian Fleming en 1953.
Gordon's était le gin préféré d'Ernest Hemingway, qui, selon lui, pouvait « fortifier, apaiser et cautériser pratiquement toutes les blessures internes et externes. »
Dans le 14e épisode de la série d'animation Transformers : Super God Masterforce, vers la fin de l'épisode, un patient de l'hôpital révèle qu'il s'est faufilé dans une bouteille de Gordon's Gin et que l'étiquette était aux couleurs de l'exportation.
Dans le film L'Odyssée de l'African Queen, le personnage de Katharine Hepburn verse toute la caisse de bouteilles de Gordon de Humphrey Bogart dans la rivière et flotte loin des vides. Dans le film The Sting, le personnage de Paul Newman fait semblant de boire du Gordon's Gin dans une bouteille subrepticement remplie d'eau, tout en jouant aux cartes avec le personnage de Robert Shaw. Dans le film Règlement de comptes, le personnage de Gloria Grahame mélange un cocktail avec du gin Gordon's.
Dans le classique pour enfants Danny, champion du monde de Roald Dahl, le personnage principal et son meilleur camarade d'école surprennent involontairement leur directeur en train de remplir ce qu'ils avaient toujours pensé être un verre d'eau à partir d'une bouteille de gin Gordon's. Les deux garçons discutent ensuite de la question en privé et conviennent de garder le silence sur le fait que l'homme est alcoolique, car leur directeur a toujours été bon avec eux.